# Ратнівська селищна рада
Ра́тнівська се́лищна ра́да — адміністративно-територіальна одиниця та орган місцевого самоврядування в Ратнівському районі Волинської області. Адміністративний центр — селище міського типу Ратне.

## Загальні відомості
Ратнівська селищна рада утворена в 1944 році.
- Територія ради: 12,261 км²
- Населення ради: 9 722 особи (станом на 1 січня 2013 року)
- Територією ради протікає річка Прип'ять

## Населені пункти
Селищній раді підпорядковані населені пункти:
- смт Ратне

## Склад ради
Рада складається з 30 депутатів та голови.
- Голова ради: Кулик Володимир Миколайович
- Секретар ради: Приймачук Галина Миколаївна

### Керівний склад попередніх скликань
| Прізвище, ім'я, по батькові | Основні відомості                                                                     | Дата обрання | Дата звільнення |
| --------------------------- | ------------------------------------------------------------------------------------- | ------------ | --------------- |
| Кулик Володимир Миколайович | Селищний голова, 1951 року народження, освіта вища, член Комуністичної партії України | 26.03.2006   | 31.10.2010      |
| Кулик Володимир Миколайович | Селищний голова, 1951 року народження, освіта вища, член Комуністичної партії України | 31.10.2010   |                 |

Примітка: таблиця складена за даними сайту Верховної Ради України

### Депутати
За результатами місцевих виборів 2010 року депутатами ради стали:

#### За суб'єктами висування
| Суб'єкт висування                                       | Кількість обраних депутатів | %    |
| ------------------------------------------------------- | --------------------------- | ---- |
| Самовисування                                           | 24                          | 80   |
| Політична партія Всеукраїнське об'єднання «Батьківщина» | 4                           | 13,3 |
| Комуністична партія України                             | 1                           | 3,3  |
| Соціалістична партія України                            | 1                           | 3,3  |

#### За округами
| № округу                                                | Прізвище, ім'я, по батькові      | Дата визнання обраним | Освіта             | Партійна приналежність                        | Відомості про обраного депутата                                     |
| ------------------------------------------------------- | -------------------------------- | --------------------- | ------------------ | --------------------------------------------- | ------------------------------------------------------------------- |
| Комуністична партія України                             |                                  |                       |                    |                                               |                                                                     |
| 16                                                      | Новік Віталій Антонович          | 04.11.2010            | середня спеціальна | член Комуністичної партії України             | пенсіонер                                                           |
| Політична партія Всеукраїнське об'єднання «Батьківщина» |                                  |                       |                    |                                               |                                                                     |
| 2                                                       | Угонь Микола Борисович           | 04.11.2010            | вища               | член Всеукраїнського об'єднання «Батьківщина» | СМАП «Доманове», інспектор                                          |
| 10                                                      | Бідзюра Любов Василівна          | 04.11.2010            | вища               | позапартійна                                  | Ратнівське УГГ ВАТ «Волиньгаз», технік                              |
| 18                                                      | Філіпчук Сергій Іванович         | 04.11.2010            | середня спеціальна | член Всеукраїнського об'єднання «Батьківщина» | тимчасово не працює                                                 |
| 29                                                      | Осіюк Василь Олександрович       | 04.11.2010            | вища               | член Всеукраїнського об'єднання «Батьківщина» | пенсіонер                                                           |
| Соціалістична партія України                            |                                  |                       |                    |                                               |                                                                     |
| 4                                                       | Ясинський Ігор Миколайович       | 04.11.2010            | вища               | позапартійний                                 | Ратнівське управління водного господарства, інженер-гідротехнік     |
| Самовисування                                           |                                  |                       |                    |                                               |                                                                     |
| 1                                                       | Теребуха Світлана Самійлівна     | 04.11.2010            | вища               | позапартійна                                  | загальноосвітня школа I-III ст. № 2, заступник директора            |
| 3                                                       | Лесик Сергій Ілліч               | 04.11.2010            | середня            | позапартійний                                 | ВАТ «Ратнівське РТП», голова правління                              |
| 5                                                       | Свистун Василь Іванович          | 04.11.2010            | вища               | позапартійний                                 | Ратнівська селищна рада, інженер-землевпорядник                     |
| 6                                                       | Приймачук Галина Миколаївна      | 04.11.2010            | вища               | позапартійна                                  | Ратнівська селищна рада, секретар                                   |
| 7                                                       | Королік Сергій Миколайович       | 04.11.2010            | вища               | позапартійний                                 | ТзОВ «АПВ ГРУП», юрист-консультант                                  |
| 8                                                       | Курасевич Ніна Андріївна         | 04.11.2010            | вища               | позапартійна                                  | Ратнівська селищна рада, спеціаліст ІІ категорії                    |
| 9                                                       | Муковоз Валентин Миколайович     | 04.11.2010            | вища               | позапартійний                                 | Ратнівська селищна рада, заступник селищного голови                 |
| 11                                                      | Балинський Юрій Васильович       | 04.11.2010            | вища               | позапартійний                                 | Ратнівська ЦРЛ, лікар                                               |
| 12                                                      | Долюк Василь Петрович            | 04.11.2010            | вища               | позапартійний                                 | Ратнівська селищна рада, головний бухгалтер                         |
| 13                                                      | Дуда Анатолій Адамович           | 04.11.2010            | середня спеціальна | позапартійний                                 | тимчасово не працює                                                 |
| 14                                                      | Мицюк Любов Андріївна            | 11.04.2011            | середня спеціальна | позапартійна                                  | приватний підприємець                                               |
| 15                                                      | Данилюк Надія Володимирівна      | 04.11.2010            | вища               | позапартійна                                  | Ратнівська міжрайонна ВД ФСС з ТВП, директор                        |
| 17                                                      | Сидоренко Сергій Миколайович     | 04.11.2010            | вища               | член Комуністичної партії України             | ТОВ «Приватбезпека», охоронець                                      |
| 19                                                      | Бебес Валентин Васильович        | 04.11.2010            | вища               | позапартійний                                 | Ратнівська МДПІ, заступник начальника                               |
| 20                                                      | Рудчик Ігор Миколайович          | 04.11.2010            | вища               | позапартійний                                 | Ратнівська РДА, головний спеціаліст                                 |
| 21                                                      | Мажула Ганна Василівна           | 04.11.2010            | середня спеціальна | позапартійна                                  | Ратнівський ВУЖКГ, начальник відділу благоустрою                    |
| 22                                                      | Геналюк Валентина Борисівна      | 04.11.2010            | вища               | член Партії регіонів                          | Ратнівський центр зайнятості, головний спеціаліст                   |
| 23                                                      | Кіперчук Ніна Максимівна         | 04.11.2010            | вища               | член Партії регіонів                          | Ратнівська РДА, оператор комп'ютерного набору                       |
| 24                                                      | Андросюк Валентина Олександрівна | 04.11.2010            | середня            | позапартійна                                  | підприємець                                                         |
| 25                                                      | Царук Микола Іванович            | 04.11.2010            | вища               | член Партії регіонів                          | Ратнівська РДА, головний спеціаліст відділу сім'ї, молоді та спорту |
| 26                                                      | Пінкевич Володимир Семенович     | 04.11.2010            | вища               | член Партії регіонів                          | пенсіонер                                                           |
| 27                                                      | Нінічук Адам Олександрович       | 04.11.2010            | середня спеціальна | позапартійний                                 | ЗАТ «Молокозавод», директор по виробництву                          |
| 28                                                      | Савлук Світлана Миколаївна       | 04.11.2010            | вища               | позапартійна                                  | Ратнівська ЦРЛ, лікар                                               |
| 30                                                      | Борисова Людмила Миколаївна      | 04.11.2010            | вища               | позапартійна                                  | приватний підприємець                                               |